# Letní trojúhelník
Letní trojúhelník je výrazný asterismus na severní obloze, tvořený třemi jasnými hvězdami: Denebem (v souhvězdí Labutě), Altairem (v souhvězdí Orla) a Vegou (v souhvězdí Lyry). Tento asterismus je dobře viditelný během letních a podzimních nocí na severní polokouli.

## Historie
Termín „Letní trojúhelník“ popularizovali americký autor H. A. Rey a britský astronom Patrick Moore v 50. letech 20. století. Rakouský astronom Oswald Thomas však použil označení Sommerliches Dreieck (Letní trojúhelník) již ve 30. letech 20. století. Podobný koncept lze najít i v čínské legendě o Pastýři a tkadleně, která pochází zhruba z období před 2 600 lety.

## Viditelnost
Letní trojúhelník je snadno rozpoznatelný díky jasnosti svých hvězd:
- Vega je nejjasnější hvězdou asterismu s hvězdnou velikostí 0,03 mag. Nachází se přibližně 25 světelných let od Země.
- Altair je druhou nejjasnější hvězdou (0,77 mag), vzdálenou 16,7 světelných let.
- Deneb, ačkoliv je nejméně jasný (1,25 mag), je vzdálen přibližně 3 550 světelných let a patří mezi nejzářivější hvězdy v Mléčné dráze.[3]

V létě se nachází vysoko na obloze poblíž zenitu a jeho hvězdy jsou viditelné po většinu večera. Na podzim a v zimě jej lze pozorovat na západním obzoru.

## Hvězdy Letního trojúhelníku
| Hvězda | Souhvězdí | Magnituda | Svítivost (ve slunečních jednotkách) | Spektrální klasifikace | Vzdálenost (v světelných letech) | Poloměr (ve slunečních jednotkách) |
| ------ | --------- | --------- | ------------------------------------ | ---------------------- | -------------------------------- | ---------------------------------- |
| Vega   | Lyra      | 0,03      | 52                                   | A0 V                   | 25                               | 2,4                                |
| Altair | Orel      | 0,77      | 10                                   | A7 V                   | 16,7                             | 1,8                                |
| Deneb  | Labuť     | 1,25      | 200 000                              | A2 Ia                  | 3 550                            | 203                                |

## Kulturní význam
Letní trojúhelník má význam v různých kulturách:
- V čínské legendě představuje most mezi hvězdami Altair a Vega.
- Před zavedením moderních navigačních technologií sloužil jako důležitý orientační bod.[4]